# 両性 (化学)
化学において両性物質（りょうせいぶっしつ、英: amphoteric substance）とは、酸とも塩基とも反応する物質のことである。多くの金属（亜鉛、スズ、鉛、アルミニウム、ベリリウムなど）と半金属は両性酸化物を作る。この他、アミノ基とカルボキシル基の両方を持つアミノ酸（双性イオン参照）、自己イオン化化合物である水も両性物質に含まれる。

## 例
- 酸化亜鉛の反応は溶液のpHに依存する。
酸性条件： ZnO + 2H+ → Zn2+ + H2O
塩基性条件： ZnO + H2O + 2OH- → [Zn(OH)4]2-
この性質は異なるカチオンの分離（例：亜鉛とマンガン）に使うことができる。

- 水はもっとも単純な両性物質の例である。
塩基 (プロトン受容)： H2O + HCl → H3O+ + Cl−
酸 (プロトン供与)： H2O + NH3 → NH4+ + OH−

- 水酸化アルミニウム
酸との反応： Al(OH)3 + 3HCl → AlCl3 + 3H2O
塩基との反応： Al(OH)3 + NaOH → Na[Al(OH)4]

- 水酸化ベリリウム
酸との反応：Be(OH)2 + 2HCl → BeCl2 + 2H2O
塩基との反応：Be(OH)2 + 2NaOH → Na2Be(OH)4

- 酸化鉛
酸との反応：PbO + 2HCl → PbCl2 + H2O
塩基との反応：PbO + Ca(OH)2 +H2O → Ca2+[Pb(OH)4]2-

- 酸化亜鉛
酸との反応：ZnO + 2HCl → ZnCl2 + H2O
塩基との反応：ZnO + 2NaOH + H2O → Na22+[Zn(OH)4]2-

この他、Si, Ti, V, Fe, Co, Ge, Zr, Ag, Sn, Auも両性酸化物を作ることができる。